# Néreus
Néreus (latinsky Nereus) je v řecké mytologii mořský bůh, je synem Titána Ókeana a jeho manželky a sestry Téthye.
Podle jiných verzí se však za jeho otce označuje bůh mořských hlubin Pontos za jeho matku sama bohyně země Gaia. V mýtech je uváděn vždy jako starý muž, který prý umí měnit svou podobu. Má věšteckého ducha, ale věští jen z donucení, a to i násilného. K lidem však je přívětivý, stará se, aby námořníci za svou námahu vždy dosáhli zisku. Ostatním lidem
připravuje nádhernou podívanou na mořskou hladinu.
Néreus má se svou manželkou a sestrou Dóris spoustu dcer, jejich počet nelze ani zjistit.